# أنديرس غوستافسون
أنديرس غوستافسون (بالسويدية: Anders Gustafsson)‏ هو كاياكير سويدي، ولد في 7 أبريل 1979 في يونشوبينغ في السويد.

## وصلات خارجية
- أنديرس غوستافسون على موقع الاتحاد الدولي للكانو (الإنجليزية)
- أنديرس غوستافسون على موقع أوليمبيديا (الإنجليزية)
- أنديرس غوستافسون على موقع اللجنة الأولمبية السويدية (السويدية)